# Auguste Couder

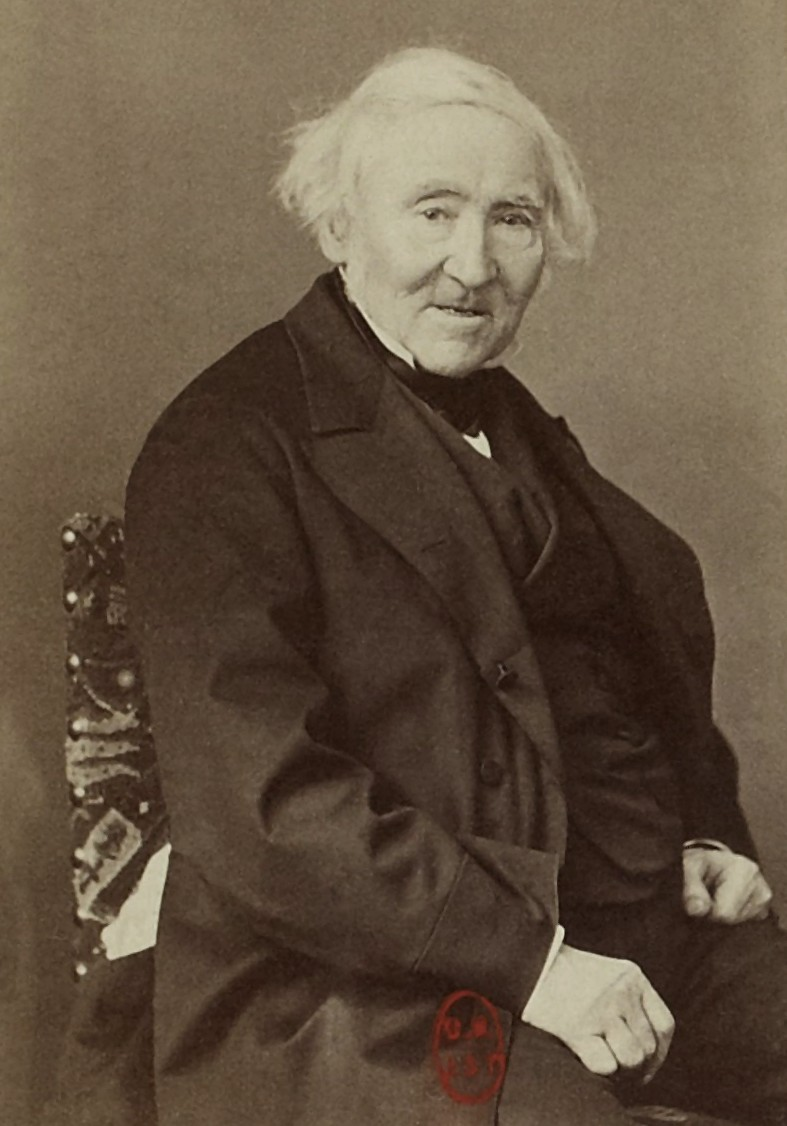
Auguste Couder um 1870

Auguste Couder (* 1. April 1790, 1789 oder 1791 in Paris; † 21. Juli 1873 ebenda) war ein französischer Historienmaler.

## Leben und Werk
Couder sollte eigentlich eine militärische Karriere machen, wofür Zeichenkenntnisse erforderlich waren. Er entschloss sich dann aber, sich überhaupt der Kunst zu widmen, und begann seine Ausbildung am 26. November 1813 an der École des Beaux-Arts, wo Regnault und David seine Lehrer waren. Vor allem David beeinflusste ihn stark.

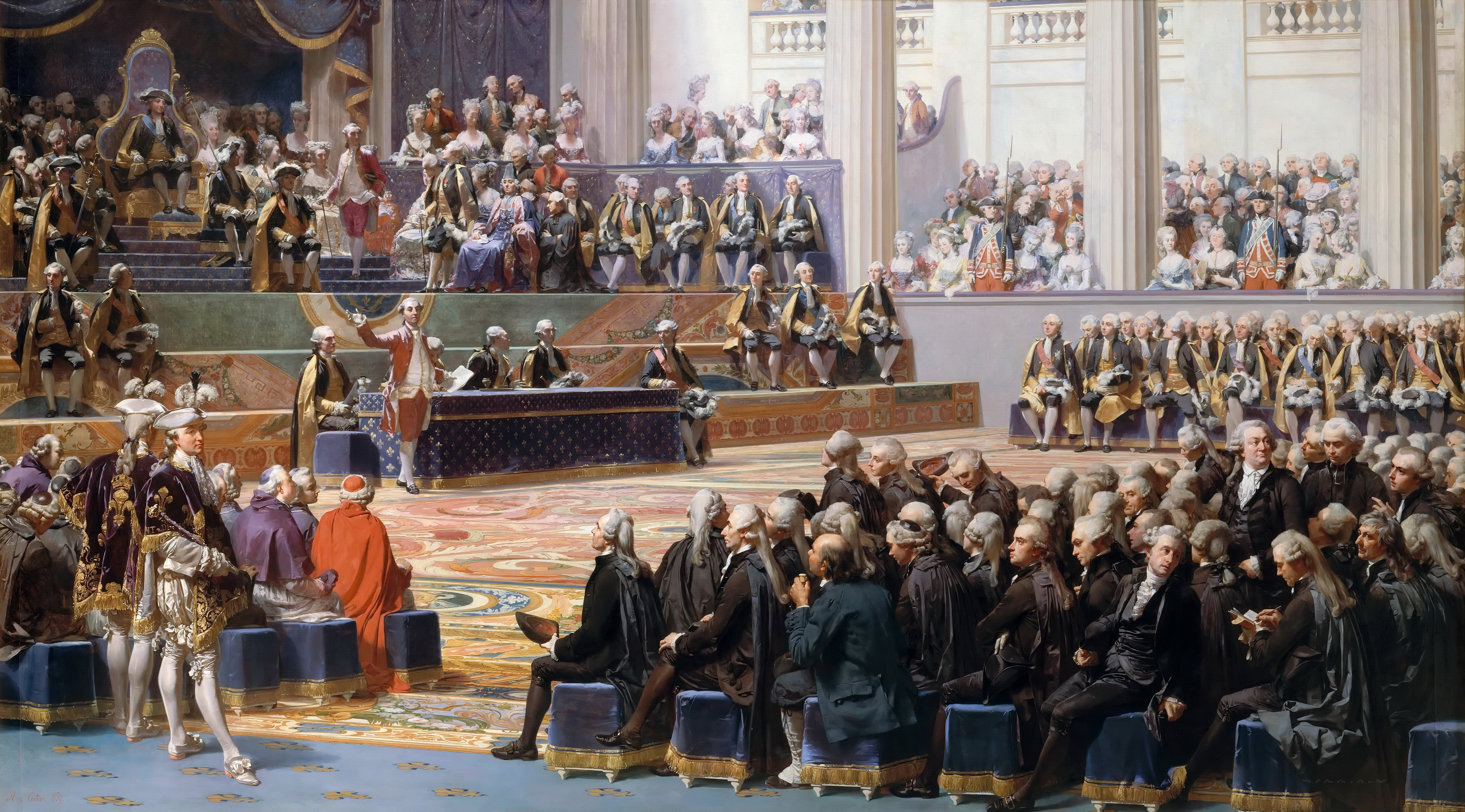
Die Generalstände

Seine erste Ehefrau Cornélie war eine Tochter des Bildhauers Abel Stouf, seine zweite, Stéphanie, geb. Daniel-Klein, war Malerin. 1814 stellte er seinen Tod des Generals Moreau im Salon aus, doch erst das 1817 ausgestellte Gemälde Le Lévite d’Ephraim wurde als Erfolg gewertet. Dieses Gemälde wurde ins Luxembourg-Museum aufgenommen, eine Skizze dazu ins Museum in Montauban, und Caron reproduzierte das Gemälde als Stich. 1819 folgte eine Anbetung der Könige, die nach der Ausstellung im Salon in die Kirche der Missions étrangères in Paris gelangte. In den Louvre gelangten Adam und Eva von 1822 und Leonidas von 1824, ein Reiterbildnis des Königs Franz I. kam in die Galerie von Versailles. 1820 erhielt Couder den Auftrag, die Rotundenkuppel vor der Galerie d’Apollon im Louvre mit Fresken zu verzieren, was ihm allerdings wenig Dank einbrachte. Bis 1827 fielen die Kritiken vorwiegend negativ aus. In diesem Jahr stellte er im Salon ein Bild zur Grundsteinlegung des Denkmals für die Opfer von Quiberon aus, das er für die Präfektur von Vannes gemalt hatte. Ebenso zeigte er damals Der Heilige Ambrosius versagt dem Kaiser Theodosius den Eintritt in die Kirche, das später in die Kirche Saint-Gervais in Paris kam.
Couder hielt sich in den 1820er Jahren ein Jahr lang in München auf, um dort die Freskotechnik zu studieren. Nach seiner Rückkehr nach Frankreich schuf er die Steinigung des Heiligen Stephanus in der Kirche Notre-Dame-de-Lorette, die er 1836 vollendete. Der Louvre bewahrt eine Vorarbeit zu diesem Fresko auf. Couder schuf auch ein Fresko Notre-Dame-des-sept-douleurs in Saint-Germain l’Auxerrois.
In den 1830er und 1840er Jahren stellte er eine Anbetung der Könige aus, die später ins Museum von Avignon kam, ferner eine Eidleistung Philippe Augustes, die ins Museum von Lisieux gelangte, sowie die Schlacht bei Lawfeld, die in die Galerie von Versailles kam. Danach schuf er noch eine Reihe historischer Großgemälde für die Galerie in Versailles, die zum Teil im Salon gezeigt wurden. Auf ein Bildnis des Erzbischofs Bernet von Aix im Jahr 1847 folgten weitere Porträts, von denen ebenfalls etliche in die Versailler Galerie gelangten. In Frankreich kamen Museen in Cherbourg, Valenciennes, Mühlhausen im Elsaß, Sémur, Rennes und anderen Orten in den Besitz von Werken Couders. Mindestens ein Selbstporträt des Malers gelangte auch in die Uffizien von Florenz.
Als Zeichner betätigte er sich vorwiegend, um Vorlagen für Lithographien oder Gobelins zu schaffen. So schuf er etwa ein Porträt seines Schwiegervaters Stouf.
Couder galt als einer der wichtigsten Vertreter des französischen Klassizismus. Er arbeitete am Dictionnaire des Beaux-Arts mit und verfasste theoretische Schriften, die in dem Sammelband Considérations sur le but moral des Beaux-Arts 1867 in Paris veröffentlicht wurden.
In Jules Bretons Nos peintres du siècle ist ihm ein umfangreicher Abschnitt gewidmet.